# Stenoonops tortola
Espèce
Stenoonops tortola est une espèce d'araignées aranéomorphes de la famille des Oonopidae.

## Distribution
Cette espèce est endémique des îles Vierges britanniques,. Elle se rencontre à Tortola et à Little Thatch.

## Description
Le mâle holotype mesure 1,25 mm et la femelle 1,60 mm.

## Étymologie
Son nom d'espèce lui a été donné en référence au lieu de sa découverte, l'île de Tortola.

## Publication originale
- Platnick & Dupérré, 2010 : The goblin spider genera Stenoonops and Australoonops (Araneae, Oonopidae), with notes on related taxa. Bulletin of the American Museum of Natural History, no 340, p. 1-111 (texte intégral).